# Commission d'enquête relative aux violences commises dans les secteurs du cinéma, de l'audiovisuel, du spectacle vivant, de la mode et de la publicité
La Commission d'enquête relative aux violences commises dans les secteurs du cinéma, de l'audiovisuel, du spectacle vivant, de la mode et de la publicité est une commission parlementaire créée par l'Assemblée nationale pour examiner et proposer des solutions face aux violences, notamment sexuelles et sexistes dans le milieu de la culture en France.
Sa création le 2 mai 2024 est influencée par le témoignage de l'actrice Judith Godrèche au début de la même année lors d'une audition au Sénat. Après des travaux de quelques jours stoppés par la dissolution parlementaire en juin 2024, une nouvelle commission est votée en octobre et un rapport final est publié le 9 avril 2025. Celui-ci liste alors 87 recommandations.

## Contexte
A partir de 2023, en France le mouvement #Metoo contre les violences sexuelles dans le milieu du cinéma, et la protection de l'enfance prend de l'ampleur. 
L'actrice et réalisatrice Judith Godrèche, appelle à la formation d'une commission commission d'enquête pour briser l'omerta entourant les violences dans ces secteurs.

## Création et déroulé du travail
L'actrice et réalisatrice Judith Godrèche est auditionnée à plusieurs reprises au début de l'année 2024 par des parlementaires français, d'abord lors d'une commission du Sénat le 29 février dans le cadre d'un commission d'enquête sur les violences sexuelles au cinéma, puis à l'Assemblée nationale le 14 mars. Elle plaide alors pour la création d'« une commission d'enquête sur le droit du travail dans le monde du cinéma et en particulier ses risques pour les femmes et les enfants »
L'Assemblée nationale adopte à l'unanimité une résolution visant à la création de cette commission d'enquête le 2 mai. Cette initiative transpartisane, portée par la députée Francesca Pasquini (Les Écologistes - NUPES), est soutenue par près de 80 députés de neuf groupes différents. Elle devient rapporteuse de cette commission, et le député Erwan Balanant (MoDem) en devient le président. La commission des Affaires culturelles et de l'Éducation élargit la portée des travaux aux secteurs du spectacle vivant, de l'audiovisuel, de la publicité et de la mode, ainsi qu'aux faits touchants aux personnes majeures, et non seulement aux personnes mineures comme initialement souhaité. Les premières auditions ont lieu fin mai, et une date de remise du rapport final est alors envisagée pour novembre de la même année. La dissolution parlementaire en juin entraine la dissolution de facto de la commission, qui a alors déjà réalisé une vingtaine d'auditions du 22 mai au 6 juin. Une résolution est déposée le 20 août par son ancien président Erwan Balanant visant à créer une nouvelle commission d'enquête. Le 9 octobre 2024 l'Assemblée vote à l'unanimité une nouvelle commission d'enquête. Elle est effectivement constituée le 22 octobre. Son ancien président Erwan Balanant prend alors la fonction de rapporteur, et la députée Sandrine Rousseau (Les Écologistes) en devient la nouvelle présidente.
Les travaux de la commissions s'étalent sur 5 mois, lors desquels 85 auditions et tables rondes sont organisées. Plusieurs personnalités alors en procès pour des motifs liés à la commission comme Gérard Depardieu ne peuvent pas être auditionnées. D'autres comme Gilles Lellouche, Jean Dujardin, ou Pierre Niney ne témoignent qu'à huis-clos. Les auditions de Serge Toubiana (ancien président de la Cinémathèque), de Gaël Sanquer (directeur délégué de NRJ), et de Gaël Darchen (ancien directeur de la Maîtrise des Hauts-de-Seine) font l'objet de signalement pour parjures. Des témoignages visant le Théâtre du Soleil sont eux signalés à la justice.
Un total de 118 heures d'entretiens avec 350 professionnels sont réalisés. Le rapport final est publié le 9 avril 2025, correspondant à une clôture anticipée de deux semaines avant le délai légal,. Il fait 279 pages et émet 87 recommandations. Les auditions, les vidéos et les travaux de la commission sont accessibles en ligne.

## Critiques

### Questions liées au racisme
Les questions liées au racisme n'apparaissent qu'à trois reprises dans le rapport, et aucune mention n'est faite aux minorités sexuelles. L'ajout de contraintes économiques est aussi identifié, notamment pour les productions indépendantes, et des financements venant le l'Etat ou du CNC sont alors évoquées pour faire face à ces nouveaux postes de dépenses réglementaires.